# Mauricio Martínez
Mauricio Martínez är en ort i Mexiko.   Den ligger i kommunen San Fernando och delstaten Chiapas, i den sydöstra delen av landet, 700 km öster om huvudstaden Mexico City. Mauricio Martínez ligger 931 meter över havet och antalet invånare är 224.
Terrängen runt Mauricio Martínez är kuperad. Runt Mauricio Martínez är det ganska tätbefolkat, med 116 invånare per kvadratkilometer. Närmaste större samhälle är Tuxtla Gutiérrez, 14,9 km sydost om Mauricio Martínez. I omgivningarna runt Mauricio Martínez växer huvudsakligen savannskog.